# Gonçalo Betotes
Gonçalo Betotes (morto c. 929) foi um nobre medieval do Reino de Leão, tendo sido conde em Deza. Era filho de Afonso Betotes, conde em Deza. Casou com Tereza Eris de Lugo, de quem teve:
1. Paio Gonçalves (936–959), conde de Deza e esposo de Ermesenda Guterres;
2. Hermenegildo Gonçalves (926–943), conde de Portucale e esposo de Mumadona Dias;
3. Aragunte Gonçalves (922–956), rainha consorte de Ordonho II da Galiza e Leão;
4. Ibéria Gonçalves (929) foi casada com Paio Tedones;
5. Gontrode Gonçalves (929)